# Philharmonischer Chor Erfurt
Der Philharmonische Chor Erfurt e.V. wurde am 6. Dezember 1994 vom langjährigen Opernchordirektor des Theaters Erfurt Andreas Ketelhut gegründet und von diesem bis Dezember 2023 geleitet. Seit Januar 2024 hat der junge Dirigent Lukas Tobias Sommer die Leitung des Chores übernommen.
Der Philharmonische Chor Erfurt hat sich neben einem A-cappella-Repertoire der Chorsinfonik verschrieben. Neben eigenständigen Konzerten fungiert er regelmäßig als Partner des Theaters Erfurt, bei verschiedenen Opernproduktionen und bei den DomStufen-Festspielen. Im Jahre 2010 erfolgte unter der Leitung von George Alexander Albrecht gemeinsam mit dem Dombergchor Erfurt die Weltersteinspielung des Weihnachtsoratoriums von Richard Wetz auf CD beim Medienverlag jpc (Label cpo).
Konzertreisen führten den Chor u. a. nach Frankreich, Italien (Petersdom), Österreich und verschiedenen Stationen in Deutschland.